# 1425년

## 연호
- 명(明) 홍희(洪熙) 원년
- 일본(日本) 오에이(応永) 32년

## 기년
- 명(明) 인종 홍희제(仁宗 洪熙帝) 원년
- 조선(朝鮮) 세종(世宗) 7년

## 사건
- 경상도 관찰사 하연(河演) 등이 《경상도지리지》를 편찬하였다.[1]

## 사망
- 명나라의 4대 황제 홍희제